# 石浦镇
石浦镇是浙江省象山县内一重镇，为该县南部的经济中心，全县最大的港口和对外贸易中心。中国历史文化名镇。石浦渔港是国家级中心渔港，全国二类对外开放口岸。海上交通发达，浙江省S216省道的终点。镇政府驻凤栖路138号。2010年1月，石浦镇成为宁波市卫星城市试点，被赋予部分县级经济社会管理权限。

## 地理
石浦镇总面积119.4平方公里，包括象山半岛东南部石浦港北岸的大陆部分，以及檀头山、渔山列岛、东门岛、对面山、铜钱礁、半招列岛等海岛，是象山县岛屿数量最多的乡镇。

## 人口
石浦镇有人口8.13万人，包括外来暂住人口在内则超过10万。

## 行政区划
全镇分为8个社区、2个居民区和54个行政村（2006年）：
- 社区：海宁、凤凰、荔港、文兰、九市曲、延昌、塘头港、金屏；
- 居民区：东门、大明；
- 行政村：石浦渔村、延昌、檀兴渔村、金山渔村、渔山渔村、兰家、平岩渔村、铜瓦门渔村、向浦、坦塘、司前、沙塘湾、下洋墩、上金鸡、下金鸡、平阳厂、南向、马峙、树桥头、星塘、晓湾、朝天门、井水、蒲湾、低峧、雷公山、上湾、蒋家湾、横峙、横峙渔村、番头岙、中心、北山、对面山、金丰、昌明、昌桥、九井、金架山、东卫、大桥、鸡鸣、马盘、新鹤、东门渔村、凤上山、蛟龙、西边、东边、下塘、南汇、横路桥、五新、东丰。

石浦渔村、东门渔村、檀兴渔村是石浦镇3大渔村。

## 中国传统村落
东门渔村位于象山县石浦镇东门岛上，获评“中国传统村落”。东门渔村是专业特色海洋捕捞渔村，现有204艘大马力钢质渔船、一家船厂、三家网厂、五家制冰厂。2017年，全村渔业总产值近4.7亿元，渔业固定资产3亿多元。

## 当地节庆
石浦渔民有“三月三，踏沙滩”、“祭海”等习俗，其中“祭海”是渔民出海捕鱼时，为求平安、丰收的一种仪式。当地政府和旅游部门将原来民间的“祭海”活动组织成节庆活动，称之为“开渔节”。在每年9月15日举办。